# Philippe Petit
Philippe Petit, pronunciación en francés: /filip pəti/, (Nemours, 13 de agosto de 1949) es un funambulista, equilibrista, mimo, monociclista y mago francés. Es reconocido por haber cruzado caminando sobre un cable la distancia entre las azoteas de las Torres Gemelas del World Trade Center de Nueva York, en la mañana del 7 de agosto de 1974, en una hazaña no autorizada en la que utilizó un cable de unos 200 kilogramos de peso y un contrapeso personalizado de 8 metros de largo y peso de 25 kilogramos.
Petit fue también uno de los primeros artistas circenses callejeros modernos de París. Inició su carrera en 1968. A principios de la década de 1970 actuó como juglar y funambulista en el Washington Square Park de Nueva York. Otras estructuras famosas que usó para realizar equilibrismo han sido la catedral de Notre Dame en París, el puente de la bahía de Sídney, el Louisiana Superdome, las torres gemelas del World Trade Center, el Hennepin County Government Center y el espacio que va desde el Palais de Chaillot a la Torre Eiffel. 

## La hazaña en el World Trade Center de 1974

### Planificación
Petit tuvo la idea de realizar su paseo mientras se encontraba en la consulta de su dentista en París en 1968. Allí, en la sala de espera, tomó una revista y encontró un artículo sobre el World Trade Center, por aquel entonces no construido, junto con una ilustración de su modelo. A partir de entonces se obsesionó con las torres, coleccionando artículos de prensa sobre ellas cuando le era posible. Petit también viajó a Nueva York varias veces para hacer observaciones de primera mano. Dado que las torres aún estaban en construcción, Philippe y un fotógrafo neoyorquino utilizaron un helicóptero para realizar fotografías aéreas del WTC.
Usando sus propias observaciones y fotografías, Petit fue capaz de fabricar un modelo a escala de las torres que le ayudó a hacerse una idea de los aparejos necesarios para preparar la caminata. Para poder acceder a las torres, falsificó tarjetas de identificación tanto para él como para sus colaboradores (afirmando que eran contratistas que estaban instalando una valla electrificada en la azotea). Antes, Petit ya se había colado varias veces en la construcción de las torres, ocultándose en la azotea y otras áreas, para ver qué tipo de medidas de seguridad tenían en el lugar.
Para facilitar el acceso a los edificios, Petit observó cuidadosamente las ropas de los trabajadores y las herramientas que llevaban, así como los trajes de los hombres de negocios, para poder mezclarse con ellos al intentar entrar. Tomó también nota de los horarios de los obreros, para determinar cuándo podría tener acceso a la azotea. Llegó incluso a afirmar que estuvo con una revista de arquitectura francesa solicitando entrevistar a los obreros en la azotea. La autoridad portuaria permitió a Petit llevar a cabo las entrevistas, pero la verdadera razón por la que quería subir era para poder realizar más observaciones. En una de las ocasiones fue detenido por un policía, haciéndole perder esperanzas en poder realizar el número de funambulismo, pero con el tiempo recuperó la confianza para seguir adelante.
Petit y su grupo pudieron subir en un montacargas hasta el piso 110, llevando con ellos el equipo necesario el día antes del paseo, y fueron capaces de almacenarlo a tan solo diecinueve escalones de la azotea. Para poder pasar el cable a través del vacío decidieron usar un arco y una flecha; primero dispararon un sedal, para posteriormente tirar cuerdas cada vez más gruesas, cruzando el espacio entre las torres hasta que fueron capaces de pasar el cable de acero de 200 kilogramos. Usaron vientos para estabilizar el cable y reducir al máximo su balanceo. Por primera vez en la historia de las torres gemelas, estas fueron unidas. El 'crimen artístico del siglo' llevó seis años de planificación, durante los cuales Petit aprendió todo lo que pudo sobre los edificios, teniendo en cuenta problemas tales como el balanceo de las torres a causa del viento y cómo llevar el cable de acero a través de la brecha de 42 metros entre ellas (a una altura de 417 metros).

### El paseo
El 7 de agosto de 1974, poco después de las 7:15 de la mañana, Petit partió de la torre sur sobre su cable de acero. Con 24 años de edad, cruzó ocho veces entre las torres casi terminadas, a más de 400 metros sobre las aceras de Manhattan, en un evento que duró unos 45 minutos. Durante ese tiempo, además de caminar, se sentó sobre el cable, hizo una reverencia, se acostó y, mientras se encontraba en el cable acostado, habló a una gaviota que volaba sobre su cabeza.
El sargento Charles Daniels, del departamento de policía de la autoridad portuaria, que fue enviado para hacer descender a Petit, contó posteriormente su experiencia:
Observé al 'bailarín' —porque no podías llamarlo 'paseante'— aproximadamente a medio camino entre las dos torres. Y cuando nos vio, sonrió y comenzó a reír, iniciando una danza sobre el cable... y cuando llegó al edificio le pedimos que bajara de la cuerda, pero en lugar de eso se dio la vuelta y corrió de nuevo a la mitad... se balanceaba arriba y abajo. Sus pies realmente perdían contacto con el cable y volvían a colocarse de nuevo sobre éste... realmente increíble ... Todos estábamos hechizados viéndolo.
Petit fue advertido por su amigo en la torre sur de que un helicóptero de la policía vendría a sacarlo del cable. Había comenzado a llover y Petit pensó que ya había corrido suficientes riesgos, por lo que decidió entregarse a la policía que lo esperaba en la torre sur. Fue detenido justo al bajar del cable. La policía, provocada por sus mofas mientras se encontraba sobre el cable, lo esposó y tiró por unas escaleras, algo que posteriormente describiría como la parte más arriesgada de la acrobacia.
Su audaz actuación provocó titulares en todo el mundo. Al preguntársele cuál había sido el motivo de su acrobacia, Petit diría: «Cuando veo un lugar bello para poner mi cable, no me puedo resistir».

### Consecuencias
La repercusión mediática y admiración pública del número tuvo como resultado la retirada de todos los cargos que se le habían imputado. La corte, sin embargo, sentenció a Petit a realizar un espectáculo para los niños de Nueva York, que se transformó en un nuevo ejercicio de funambulismo, esta vez en el Central Park, sobre el lago Belvedere (actualmente Turtle Pond). Petit, además recibió un pase vitalicio para la plataforma de observación de las Torres Gemelas, otorgado por la autoridad portuaria de Nueva York y Nueva Jersey. Su firma se encontraba en una viga de acero próxima al punto donde comenzó su paseo.

## Libros
- 1985 - On the High Wire. ISBN  9781474613699.[5]
- 1997 - Traité du funambulisme. ISBN  9782742712397.[6]

- 2007 - Alcanzar Las Nubes. Mi Paseo Por el Alambre Entre Las Torres Gemelas. ISBN  9788493486891.[7]
- 2008 - Man on Wire. ISBN  9781628732818.[8]
- 2013 - Why Knot? How to Tie More Than Sixty Ingenious, Useful, Beautiful, Lifesaving, and Secure Knots!. ISBN  9781613124680.[9]
- 2015 - The Walk. Previously Published as To Reach The Clouds. ISBN  9781510703308.[10]
- 2014 - Creativity. The Perfect Crime. ISBN  9781101620076.[11]

## En la cultura popular
La película documental Man on Wire dirigida por el inglés James Marsh, acerca de la actuación de Petit en el World Trade Center, ganó los premios del público y jurado en el Festival de Cine de Sundance de 2008. Además fue galardonada en el festival de documentales Full Frame en Durham, Carolina del Norte y consiguió el Óscar al mejor documental.
En 2015, The Walk (El desafío, en España y En la cuerda floja, en Latinoamérica), dirigida por Robert Zemeckis, llevó la hazaña al cine con el actor Joseph Gordon-Levitt en el papel de Petit y cuyo doble de riesgo fue Jade Kindar-Martin.